# Clément-Maurice
Clément-Maurice war der Künstlername des französischen Fotografen Clément Maurice Gratioulet (* 22. März 1853 in Aiguillon; † 15. Juli 1933 in Sanary-sur-Mer), der sich auch als Regisseur, Filmproduzent und Drehbuchautor einen Namen machte.

## Leben
Zunächst in den Lumière-Fabriken beschäftigt, wo er 1894 eintrat, wurde er Porträtfotograf in Paris, wo er sich in Antoine Lumières Atelier am Boulevard des Italiens oberhalb des Robert-Houdin-Theaters niederließ. Besitzer dieses Theaters war zufälligerweise der zukünftige Filmemacher Georges Méliès. Dies erleichterte den Einstieg in die Welt der Kinematografie.
1897 war er Fotograf für die Pariser Freilichtausgabe PARIS der Reihe „Le Beau Pays de France“ der Universal Library in Colour.
Von 1898 bis 1906 war er Kameramann des Chirurgen Eugène Doyen, für den er rund sechzig Operationen zu Ausbildungszwe|cken drehte. Er arbeitete dort mit Ambroise-François Parnaland (1854–1913), der 1908 mit Charles Jourjon (1876–1934) die Éclair Laboratories gründete.
1899 engagierte ihn die Produktionsfirma Association frères Lumière als Kameramann und Techniker für die Dreharbeiten zum Film Autorennen Meulan-Paris. Schnell begann er mit der Produktion und Regie von Spielfilmen wie Das Duell des Hamlet Cyrano von Bergerac.
Mit Henri Lioret entwickelte er das Phono-Cinéma-Théâtre, ein wegweisendes System des Tonkinos, das auf der Weltausstellung von 1900 vorgestellt wurde.

## Familie
Clement Maurice war verheiratet mit Émilie. Gemeinsam hatten sie einen Sohn Léopold Maurice, der auch Fotograf wurde und Gründer einer Aktiengesellschaft.

## Filmografie
- 1900: Das Duell des Hamlet
- 1900: Frau Sans-Gêne
- 1900: Romeo und Julia
- 1900: Cyrano von Bergerac
- 1911: Das nutzlose Opfer